# Giuseppe Pirozzi
Giuseppe Pirozzi (Napoli, 29 gennaio 2008) è un attore italiano. Ha recitato come co-protagonista nei film Il bambino nascosto e Piano piano; dal 2023 fa parte del cast principale della serie televisiva Mare fuori.

## Biografia
Figlio dell'attore teatrale Vincenzo Pirozzi, appare per la prima volta sul grande schermo a soli tre anni per via di una comparsata in Benvenuti al Nord. Inizia successivamente ad appassionarsi alla recitazione dall'età di 7 anni. A partire dal 2019 ottiene ruoli minori in opere di grande successo come Pinocchio di Matteo Garrone, Martin Eden di Pietro Marcello e la serie TV Il commissario Ricciardi. Nel 2021 ottiene il suo primo ruolo di rilievo nel film di Roberto Andò Il bambino nascosto, in cui interpreta un ruolo da co-protagonista al fianco di Silvio Orlando e riceve ottimi apprezzamenti da parte della critica. Seguono altri ruoli in film come Fino ad essere felici e Piano piano: per quest'ultimo ruolo riceve il premio "RB Casting – Miglior Giovane Interprete Italiano" durante l'edizione del 2022 del festival cinematografico Alice nella città.
Sempre nel 2022 debutta in ambito teatrale nell'opera Viviani per strada diretta da Nello Mascia. Nel 2023 ottiene il ruolo di Micciarella nella terza stagione della serie televisiva Mare fuori, venendo successivamente confermato anche nel cast del musical teatrale derivato dalla serie. Sempre nel 2023 recita nel film Nata per te, opera tratta dalla vicenda reale di Luca Trapanese.

## Filmografia

### Cinema
- Benvenuti al Nord, regia di Luca Miniero (2012) – non accreditato
- Troppo napoletano, regia di Gianluca Ansanelli (2016) – non accreditato
- Martin Eden, regia di Pietro Marcello (2019)
- Pinocchio, regia di Matteo Garrone (2019)
- Il bambino nascosto, regia di Roberto Andò (2021)
- Fino ad essere felici, regia di Paolo Cipolletta (2021)
- Piano piano, regia di Nicola Prosatore (2022)
- Nata per te, regia di Fabio Mollo (2023)
- Criature, regia di Cécile Allegra (2024)

### Televisione
- I bastardi di pizzofalcone - Seconda serie – serie TV, 2° episodio (2018)
- Il commissario Ricciardi – serie TV, 4° episodio (2021)
- Mare fuori – serie TV (2020 nel 1° episodio, 2023-in corso)
- Tutto per mio figlio – film TV, regia di Umberto Marino (2022)

### Webserie
- Mare fuori #confessioni (?-2025)

## Teatro
- Mare fuori - Il musical (2023-2024)

## Riconoscimenti
- Alice nella città
  - RB Casting – Miglior Giovane Interprete Italiano per Piano piano[8]